# Международна година на астрономията
За Международна година на астрономията, с решение на Общото събрание на ООН, е обявена 2009. Тогава се навършват 400 години от две важни събития:
- Галилео Галилей насочва телескоп към небето, което променя не само астрономията, но и човешкия мироглед[2] като цяло. Той открива[3]: Галилеевите спътници на Юпитер; че на Луната има планини, също като на Земята; фазите на Венера; че Млечния път не е мъгляв обект, а е съставен от други звезди. Днес телескопите наблюдават небето от Земята и в околоземна орбита, на практика 24h в денонощието, давайки ни наблюдения на Вселената във всички нейни мащаби.

- Йохан Кеплер публикува книгата Astronomia Nova, където излага първите два от своите Закони за движението на планетите[4].

Една от целите на мероприятието е да се отдаде значимото на астрономията и да се открои ролята ѝ в научно-техническия прогрес, както и да се популяризира астрономията като наука и да се привлече интереса на младите хора към природните науки като цяло.